# Conrad Barnard
Pour les articles homonymes, voir Barnard.

a Compétitions nationales et continentales officielles uniquement.

Dernière mise à jour le 30 septembre 2011.
Conrad Barnard, né le 27 juillet 1979 à Port Elizabeth, est un joueur de rugby à XV sud-africain évoluant au poste de demi d’ouverture (1,81 m pour 90 kg) au sein de l'effectif du US Oyonnax Rugby.

## Carrière en club / province / franchise

### Province (Currie Cupet Vodacom Cup,Afrique du Sud)
- 1998-2004 : Free State Cheetahs  –21 ans et seniors
- 2004 et 2005 : Natal Sharks
- 2006-2008 : Wildeklawer Griquas

### Franchise (Super 12/14)
- 2005 : Sharks
- 2008 : Cheetahs

### Club
- 1999-2002 : Shimlas (Université du Free State)
- 2009-2010[2] : RC Toulon (Top 14,  France)
- 2010-2013 : SU Agen
- 2013-2015 : Union sportive Oyonnax rugby

## Équipe nationale
- International universitaire

## Palmarès
- Champion d’Afrique du Sud des clubs : 1999
- Champion de France de Pro D2 : 2010

## Récompenses individuelles
- Élu meilleur joueur de la phase finale du championnat des clubs 2002